# Pachetra grisescens
Pachetra grisescens là một loài bướm đêm trong họ Noctuidae.